# ジョニー・ノックスヴィル アクション・ポイント/ゲスの極みオトナの遊園地
『ジョニー・ノックスヴィル アクション・ポイント/ゲスの極みオトナの遊園地』（原題:Action Point）は2018年に公開されたアメリカ合衆国のコメディ映画である。監督はティム・カークビー、主演はジョニー・ノックスビルが務めた。本作は日本国内で劇場公開されなかったが、2018年9月5日にDVDが発売された。

## ストーリー
D.C.カーヴァーは孫娘のルディを前に、自身が遊園地のオーナーだった頃の話を聞かせていた。カーヴァーにとって、その遊園地は歴史上最も素晴らしい遊園地の一つであったが、その内実は散々なものであった。
数十年前、カーヴァーはアクション・ポイントという名前の遊園地を運営していた。アクション・ポイントには様々な遊具があったが、デザインの安っぽさが目立っていた。しかも、スタッフの経験不足が原因で、遊具の維持管理もままならぬ状態にあった。危険だらけの遊園地であったにも拘わらず、アクション・ポイントは子供たちに愛されていた。というのも、近隣には他に遊園地がなかったからである。そんなある日、近隣に新しい遊園地セブン・パークスが開園することになった。セブン・パークスは最新鋭の遊具を備えており、安全性の面でもアクション・ポイントを遙かに上回っていた。その結果、アクション・ポイントの来園者はどんどん少なくなっていった。売り上げの低迷が原因で、カーヴァーは銀行から借りていた10万ドルの融資を返済できなくなり、債権者のノブロックから遊園地の売却を迫られた。そんな折、長らく疎遠だった娘のブーギーがアクション・ポイントを訪れ、遊園地の運営を手伝うことになった。
ある日の夜、D.C.とスタッフたちはセブン・パークスを視察しに行き、「このままでは勝てない。何か大きなことをやらないと駄目だ」と悟った。そして、D.C.はとんでもないアイデアを思いつく。D.C.は「セブン・パークスが安全性を売りにするなら、アクション・ポイントは危険を売りにすれば良い」と考え、遊具から一切の安全装置を撤去した。その結果、アクション・ポイントの人気は一時的に盛り返したものの、D.C.を含む数名が重傷を負うに至った。これにはブーギーも呆れるしかなかった。
しばらくして、D.C.とスタッフは地元のテレビ番組の収録に乱入し、「危険すぎる遊園地、アクション・ポイントにレッツゴー!」などとやかましく宣伝した。意外なことに、この宣伝が功を奏し、アクション・ポイントに来園する人が増えた。ところが、人が増えすぎたばかりに園内が無秩序状態に陥ることになった。事態の収拾にもたついた結果、当局から遊園地の閉鎖を言い渡される事態となった。
返済までの猶予が残り少なくなり、D.C.とスタッフは焦りを募らせていたが、ここに来て親子の問題も再燃することとなった。

## キャスト
※括弧内は日本語吹替。
- ジョニー・ノックスビル（安原義人） - デショーン・チコ・カーヴァー（D.C.）
- クリス・ポンティアス（英語版）（竹田雅則） - ベニー
- エレノア・ワーシントン・コックス（英語版）（嶋村侑） - ブーギー
  - スーザン・イーグリー（英語版） - 大人になったブーギー
- ダン・バッケダール（英語版）（楠見尚己） - グレッグ・ノブラック
- カミラ・ウォルフソン - ミア
- ジョニー・ペンパートン（英語版）（佐藤せつじ） - ジフェル
- ブリジット・ランディ＝ペイン（英語版）（櫻庭有紗） - 四つ指アニー
- エリック・マナカ - ロドニー
- ジョシュア・フーヴァー - ピート
- コナー・マクヴィカー - スティヴ
- マット・シュルツ - キラー
- マイケル・エヴァーソン - スラッピー
- マシュー・ピーターソン - トラヴィス・ノブラック
- レオン・クリングマン - ジョエル・グリーン

## 製作
2017年1月31日、ジョニー・ノックスビル主演の新作コメディ映画『Action Park』が製作されると報じられた。3月、本作の主要撮影が南アフリカ共和国のケープタウンで行われた。撮影中、ノックスビルは腕を骨折するなどの重傷を負った。2018年3月21日、本作のオフィシャル・トレイラーが公開された。

## 興行収入
本作は『アップグレード』及び『アドリフト 41日間の漂流』と同じ週に封切られ、公開初週末に550万ドルを稼ぎ出すと予想されていたが、実際の数字はそれを下回るものとなった。2018年6月1日、本作は全米2032館で公開され、公開初週末に239万ドルを稼ぎ出し、週末興行収入ランキング初登場9位となった。Deadline.comは本作が興行的に失敗した原因として、ジョニー・ノックスヴィル以外の『ジャッカス』出演者が出ていないこと、批評家から酷評されたこと、R指定のコメディ作品であることを挙げている。

## 評価
本作は批評家から酷評されている。映画批評集積サイトのRotten Tomatoesには45件のレビューがあり、批評家支持率は13%、平均点は10点満点で3.6点となっている。サイト側による批評家の見解の要約は「痛々しい!」となっている。また、Metacriticには19件のレビューがあり、加重平均値は36/100となっている。なお、本作のCinemaScoreはC+となっている。